# Зеленчукские храмы
Зеленчу́кские хра́мы, или Ни́жне-Архы́зские храмы (карач.-балк. Тёбен Архыз клисала) — три христианских храма, построенные в X веке, расположенные в ущелье реки Большой Зеленчук на территории Нижне-Архызского городища — предположительно, города Маас, столицы древней Алании (Аланского государства) — сейчас посёлок Нижний Архыз.

## Северный Зеленчукский храм
Северный храм служил кафедральным собором Аланской епархии в X—XIII веках нашей эры.
Сложен из песчаника. В плане имеет форму креста. Длина храма без притвора составляет 21 метр и равна высоте, ширина — в два раза меньше.
Часть фресок в конце XIX века зарисовал Д. М. Струков, рисунки хранятся в архиве ИИМК РАН, до нашего времени фрески не сохранились, за исключением орнаментов на откосах алтарных окон. Фрагменты древней штукатурки, уже без красочного слоя, были сохранены при реставрации по всем стенам храма. Возможно, остатки росписи имеются и в барабане, но, вероятно, они покрыты высолами и снизу не просматриваются.
В храме находились: единственная на Северном Кавказе древняя крещальня, алтарь, три бывших захоронения у южной стены.
|                                         |  |                                |  |                                |  |
| Снимок сделан со стороны главного входа |  | Снимок сделан с правой стороны |  | Снимок сделан с правой стороны |  |

## Средний Зеленчукский храм

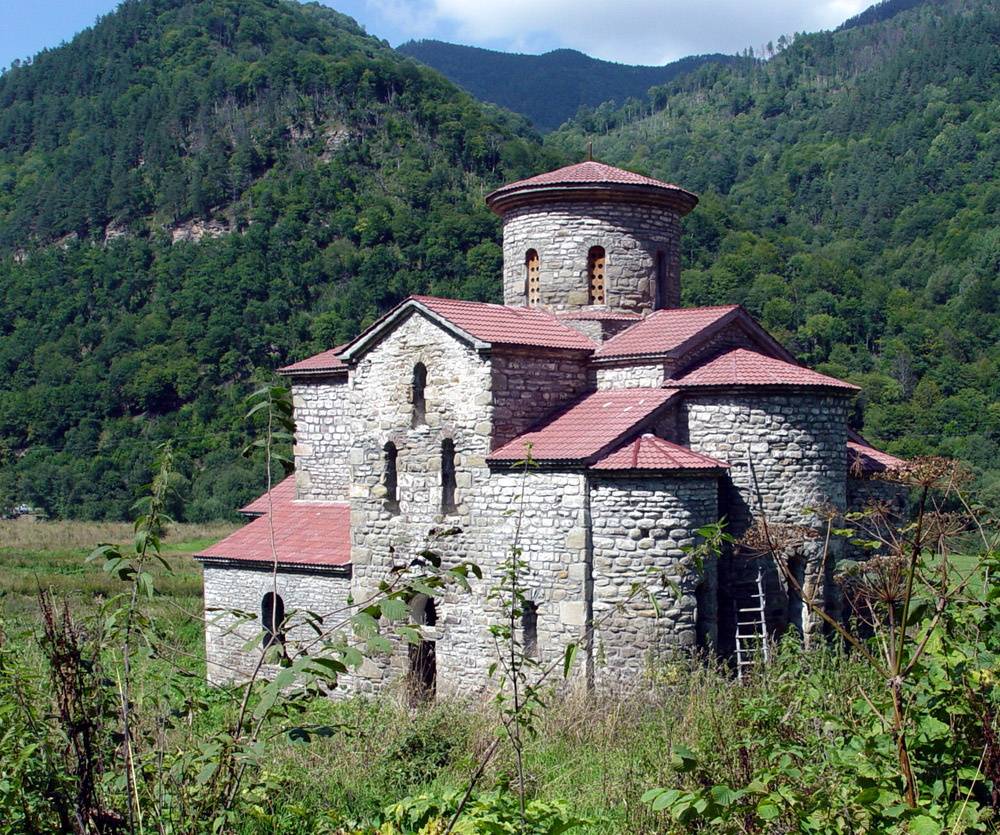
Средний Зеленчукский храм. Снимок сделан с задней стороны

Храм сложен из песчаниковых плит на известковом растворе. Полная высота храма соответствует его длине, а высота окон барабана равна радиусу купола.
Во второй половине XIX века на территории Нижне-Архызского городища был основан православный мужской Александро-Невский монастырь. В 1897 году монахи восстановили Средний храм, освятили его в честь Троицы и проводили в нём богослужения.
Согласно А. А. Демакову и И. Л. Чумаку, этот храм был заложен в праздник Преображения и посвящён Христу Спасителю (данные 1988 г.). Датируется первой четвертью X века.

## Южный Зеленчукский храм
Размеры храма 6,16 × 7,7 м.

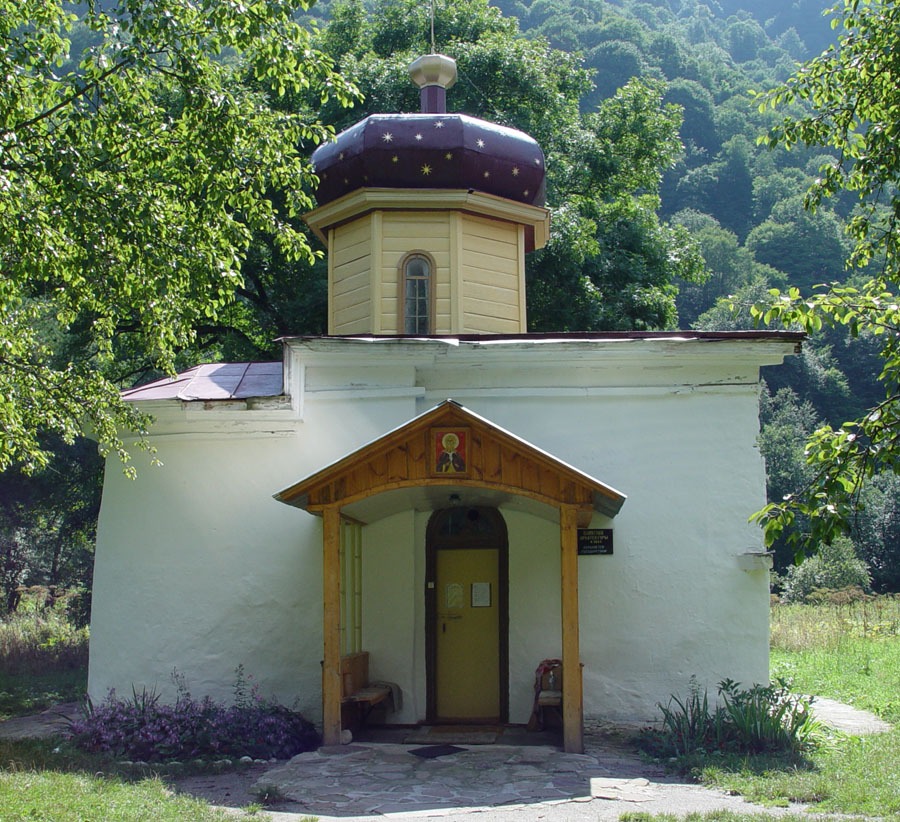
Южный Зеленчукский храм

Южный Зеленчукский храм, построенный в IX—X веках и позднее перестроенный уже в русском стиле, является сейчас древнейшим действующим христианским храмом России после храма Святого Иоанна Предтечи в Керчи. Первые сооружения его датируются VI веком, а последние — XIX столетием.
Согласно версии А. А. Демакова и И. Л. Чумака, этот храм был посвящён святому пророку Илии. В 1991 году храм был освящён во имя пророка Илии и в настоящее время является действующим православным храмом.